# Будинок Кременчуцького повітового земства
Будинок Кременчуцького повітового земства — історична будівля в Кременчуці на початку вулиці Коцюбинського навпроти Придніпровського парку біля готелю «Кремінь». Поруч знаходяться площа Перемоги. Входить до Переліку пам'яток архітектури та містобудування Кременчука. Одна з небагатьох, що збереглися з дореволюційної побудови. Зведена у період між 1866 і 1876 рр. Зараз – житловий будинок.

## Історія

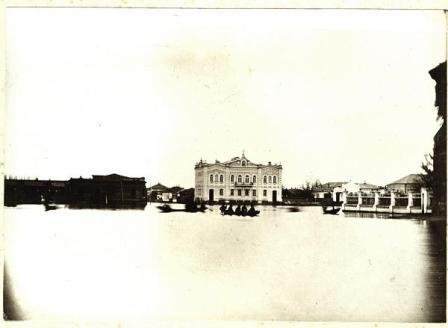
Будівля земства під час повені 1877 року

Земства в Російській імперії були введені земською реформою Олександра II у 1864 році. Нові відомства були органами місцевого самоврядування та займалися питаннями місцевої освіти, охорони здоров'я, будівництва доріг, організацією виставок і кустарних майстерень.
У рамках повітів землевласники, торговці та промисловці, які володіли нерухомістю, а також сільські товариства отримали право обирати на три роки «гласних» у повітові земські збори. Збори під головуванням повітового ватажка дворянства збиралися щорічно для управління господарськими справами повіту. Зборами також обиралася постійна повітова земська управа.
Земство Кременчуцького повіту розпочало роботу у 1865 році, у тому ж році була обрана повітова земська управа. Після смерті священика Спасо-Преображенської церкви земство планувало викупити його будинок, що знаходився поруч з церковною садибою, для розміщення управи в ньому. Однак угода не відбулася і земство побудувало для своїх потреб новий будинок. Будівля була зведена на розі вулиць Малої Міщанської (нині - Коцюбинського) та Єленської (нині - Івана Мазепи), неподалік від Соборній площі (нині - площа Перемоги). У 1877 році будівля постраждала від повені.
Кременчуцьке земство було органом місцевого самоуправління, займалося розвитком аграрного сектора, освіти, охорони здоров’я, у т.ч. боротьби з епідеміями. пияцтвом, дитячою бездоглядністю, а також -  будівництвом доріг, організацією виставок, кустарних майстерень тощо.

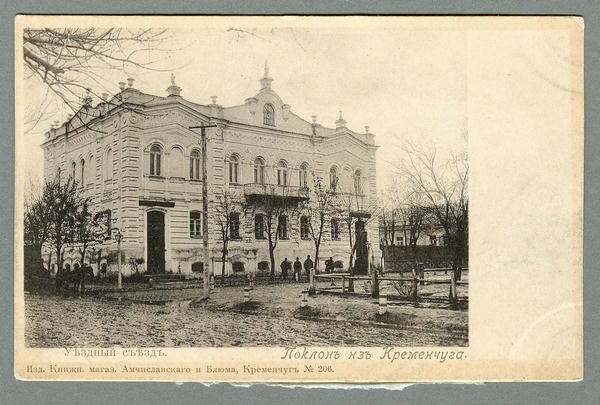
Сквер перед будівлею

У 1880-і роки напроти будівлі земства з боку Соборної площі за ініціативою та проєктом гласного міської думи В. Устимовича було облаштовано Земський сквер - один з перших громадських скверів міста (нині на місці скверу розташований готель «Кремінь»).
Утворений у Кременчуці у період після 1894 року повітовий комітет опікування про народну тверезість використовував будинок земства на Єленській вулиці. Комітети опікування були створені при Олександрі III та займалися розповсюдженням літератури про шкоду алкоголю, а також організацією безкоштовного дозвілля населення: відкривали чайні, бібліотеки, сади (див. сад народної тверезісті у Крюкові), організовували концерти.
Повітові відомства розміщувалися у будівлі до революції 1917 року, у 1919 році всі подібні установи Російської імперії були скасовані.
Будинок був пошкоджений під час Другої світової війни та відбудований у післявоєнний період.

## Опис
Будівля прямокутна в плані, двоповерхова, цегляна, тинькована, пофарбована, на високому цоколі, з напівпідвалом. Цоколь по верхній частині синусоїдний. Композиція симетрична. Перший поверх декорований дощатим рустом. Між 1 і 2 поверхами горизонтальна тяга з декоративними фільонками. 
Центральна частина головного фасаду має третій поверх з чотирма невеликими вікнами; центральна частина тильного фасаду теж має третій поверх з одним арочним вікном. Бокові ризаліти двоповерхові. Головний, задній і бокові фасади по вертикалі розчленовані фільончастими лопатками. Віконні отвори головного фасаду лучкові, на другому поверсі з наличниками. Вхід асиметричний, розміщений зліва в центральному ризаліті. Вгорі над боковими ризалітами подвійні молдинги, над центральним ризалітом – трикутний фронтон.
Віконні отвори тильного та бокових фасадів на 2 поверсі арочні, на 1 поверсі та у напівпідвалі лучкові. Декор – карнизи, молдинги, розетки, фільонки.
У центрі тильного фасаду на другому поверсі балкон.
Дах вальмовий, вкритий бляхою. Над карнизом складної форми глухий парапет.
Під час Другої світової війни будинок постраждав, був відбудований. 
У процесі багаторічної експлуатації будівля змінювала свій вигляд: скульптури та вази на парапеті втрачені, замурована більша частина вікон напівпідвалу, частина вікон другого поверху. Дверні отвори, які були розміщені у бокових ризалітах головного фасаду, звернутого до собору, замуровані, замість них зробили вікна. Таким чином головний і тильний фасади помінялися місцями.
Зараз житловий будинок по вул. Коцюбинського, 2, належить ОСББ. Потребує серйозного ремонту.
З 2013 року має статус пам’ятки архітектури місцевого значення.